# Campeonato Maranhense 1988
In 1988 werd het 69ste Campeonato Maranhense gespeeld voor voetbalclubs uit Braziliaanse staat Maranhão. De competitie werd georganiseerd door de FMF en werd gespeeld van 20 maart tot 18 september. Sampaio Corrêa werd kampioen. 

## Eerste toernooi

### Eerste fase

#### Groep A
| Plaats | Club           | Wed. | W | G | V | Saldo | Ptn. |
| ------ | -------------- | ---- | - | - | - | ----- | ---- |
| 1.     | Sampaio Corrêa | 4    | 3 | 1 | 0 | 6:3   | 7    |
| 2.     | Maranhão       | 4    | 3 | 0 | 1 | 9:4   | 6    |
| 3.     | Moto Club      | 4    | 2 | 0 | 2 | 8:4   | 4    |
| 4.     | Expressinho    | 4    | 0 | 2 | 2 | 4:9   | 2    |
| 5.     | Tupan          | 4    | 0 | 1 | 3 | 2:9   | 1    |

|  | Geplaatst voor tweede fase |

#### Groep B
| Plaats | Club           | Wed. | W | G | V | Saldo | Ptn. |
| ------ | -------------- | ---- | - | - | - | ----- | ---- |
| 1.     | Imperatriz     | 4    | 3 | 1 | 0 | 19:2  | 7    |
| 2.     | Americano      | 4    | 1 | 3 | 0 | 2:1   | 5    |
| 3.     | Vitória do Mar | 4    | 0 | 3 | 1 | 1:3   | 3    |
| 4.     | Boa Vontade    | 4    | 0 | 3 | 1 | 1:4   | 3    |
| 5.     | Tocantins (1)  | 4    | 0 | 2 | 2 | 3:16  | -8   |

Tocantins kreeg tien strafpunten voor het opstellen van niet-speelgerechtigde spelers. 
|  | Geplaatst voor tweede fase         |
|  | Uitgeschakeld voor tweede toernooi |

### Tweede fase
| Plaats | Club           | Wed. | W | G | V | Saldo | Ptn. |
| ------ | -------------- | ---- | - | - | - | ----- | ---- |
| 1.     | Imperatriz     | 5    | 2 | 2 | 1 | 4:3   | 6    |
| 2.     | Vitória do Mar | 5    | 2 | 1 | 2 | 3:2   | 5    |
| 3.     | Sampaio Corrêa | 5    | 1 | 3 | 1 | 1:1   | 5    |
| 4.     | Moto Club      | 5    | 1 | 3 | 1 | 4:5   | 5    |
| 5.     | Americano      | 5    | 1 | 3 | 1 | 4:4   | 5    |
| 6.     | Maranhão       | 5    | 1 | 2 | 2 | 3:4   | 4    |

|  | Krijgt één bonuspunt voor derde toernooi |

## Tweede toernooi

### Eerste fase

#### Groep A
| Plaats | Club           | Wed. | W | G | V | Saldo | Ptn. |
| ------ | -------------- | ---- | - | - | - | ----- | ---- |
| 1.     | Sampaio Corrêa | 4    | 1 | 3 | 0 | 3:1   | 5    |
| 2.     | Moto Club      | 4    | 1 | 3 | 0 | 3:1   | 5    |
| 3.     | Maranhão       | 4    | 1 | 2 | 1 | 4:2   | 4    |
| 4.     | Vitória do Mar | 4    | 1 | 2 | 1 | 3:3   | 4    |
| 5.     | Boa Vontade    | 4    | 1 | 0 | 3 | 2:8   | 2    |

|  | Geplaatst voor tweede fase |

#### Groep B
| Plaats | Club        | Wed. | W | G | V | Saldo | Ptn. |
| ------ | ----------- | ---- | - | - | - | ----- | ---- |
| 1.     | Imperatriz  | 4    | 4 | 0 | 0 | 9:0   | 8    |
| 2.     | Tupan       | 4    | 2 | 1 | 1 | 3:4   | 5    |
| 3.     | Americano   | 4    | 2 | 0 | 2 | 5:4   | 4    |
| 4.     | Tocantins   | 4    | 1 | 0 | 3 | 10:12 | 2    |
| 5.     | Expressinho | 4    | 0 | 1 | 3 | 8:15  | 1    |

|  | Geplaatst voor tweede fase |

### Tweede fase
| Plaats | Club           | Wed. | W | G | V | Saldo | Ptn. |
| ------ | -------------- | ---- | - | - | - | ----- | ---- |
| 1.     | Maranhão       | 5    | 5 | 0 | 0 | 10:0  | 10   |
| 2.     | Sampaio Corrêa | 5    | 4 | 0 | 1 | 62    | 8    |
| 3.     | Moto Club      | 5    | 2 | 0 | 3 | 96    | 4    |
| 4.     | Imperatriz     | 5    | 2 | 0 | 3 | 6:6   | 4    |
| 5.     | Tupan          | 5    | 2 | 0 | 3 | 3:12  | 4    |
| 6.     | Americano      | 5    | 0 | 0 | 5 | 0:8   | 0    |

|  | Krijgt één bonuspunt voor derde toernooi |

## Derde toernooi
Imperatriz en Maranhão kregen één bonuspunt omdat ze elk een toernooi gewonnen hadden. Moto Club en Sampaio Corrêa mochten ook aan het derde toernooi deelnemen omdat ze de twee beste niet-winnaars waren.
| Plaats | Club           | Wed. | W | G | V | Saldo | Ptn. |
| ------ | -------------- | ---- | - | - | - | ----- | ---- |
| 1.     | Sampaio Corrêa | 4    | 3 | 1 | 0 | 6:2   | 7    |
| 2.     | Moto Club      | 4    | 3 | 1 | 0 | 5:2   | 7    |
| 3.     | Imperatriz     | 4    | 1 | 0 | 3 | 4:4   | 3    |
| 4.     | Maranhão       | 4    | 0 | 0 | 4 | 3:10  | 1    |

|  | Kampioen |

### Kampioen
| Campeonato Maranhense de 1988       |
| Maranhão                            |
| ----------------------------------- |
| SAMPAIO CORRÊA Kampioen (21° titel) |